# 暖風機

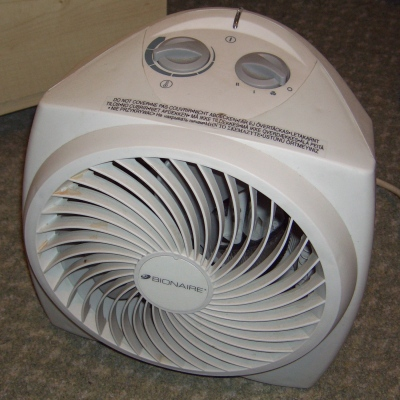
便携式暖风机

暖風機又稱风扇式加热器，是一种通过风扇使空气流過热源（例如加热元件）来加熱空間的加热器。空气加热後就會离开加热器，這樣房間空間就會变暖。它们可以比没有风扇的加热器更快地加热一个封闭的空间和房間，但它也像任何风扇一样会产生可听见的噪音。
暖風機常見有幾種功能，主要是用來解決浴室潮濕、夏季悶熱、冬季寒冷的問題。